# Khalījī (moneta)
La Khalījī (in arabo خليجي) è stata una moneta unica proposta per i paesi membri del Consiglio di Cooperazione del Golfo (CCG).

## Nome proposto
Il termine "khalījī" in arabo significa "del Golfo" ed è tradizionalmente associato agli stati arabi del Golfo Persico. Tale nome è stato rifiutato alla fine del 2009, e nessun altro nome è stato successivamente concordato prima del ritiro della proposta di una valuta comune del CCG, sebbene il nome "dinaro" (arabo دينار, dal latino denarius) sia stato suggerito poiché già utilizzato nel mondo arabo.

## Premesse
Poiché la finanza islamica proibisce l'applicazione di interessi, o ribā, si ipotizzava che la futura valuta del CCG sarebbe stata sostenuta dall'oro.
Tuttavia, figure di spicco dell'amministrazione del CCG hanno dichiarato che la valuta avrebbe potuto essere collegata al dollaro statunitense ovvero a un paniere di valute in cui il dollaro avrebbe avuto la parte del leone.
Questo basato sul fatto che valute di Arabia Saudita, Emirati Arabi Uniti, Qatar, Oman e Bahrein sono ancorate al dollaro, e il dinaro kuwaitiano è ancorato a un paniere di valute tra cui dollaro statunitense ed euro. L'Arabia Saudita ha respinto le proposte di utilizzare i DSP del Fondo Monetario Internazionale come valuta di riserva.